# Hiszterézis
A hiszterézis (általában fizikai) rendszerek azon tulajdonsága, hogy érzéketlenek – nem azonnal reagálnak a rájuk ható erőkre, hanem késleltetéssel, vagy pedig nem térnek teljesen vissza az eredeti állapotukba: ezeknek a rendszereknek az állapota függ az előéletüktől. A kifejezés a görög υστέρησις, hiányosság szóból ered.

## Mechanikai hiszterézis
Mechanikai hiszterézis esetén a mechanikai feszültség hatására bekövetkező megnyúlás függ az előző deformációtól, attól hogy növekvő vagy csökkenő feszültségváltozás sorrendjében történik a nyújtás.

## Mágneses és elektromos hiszterézis

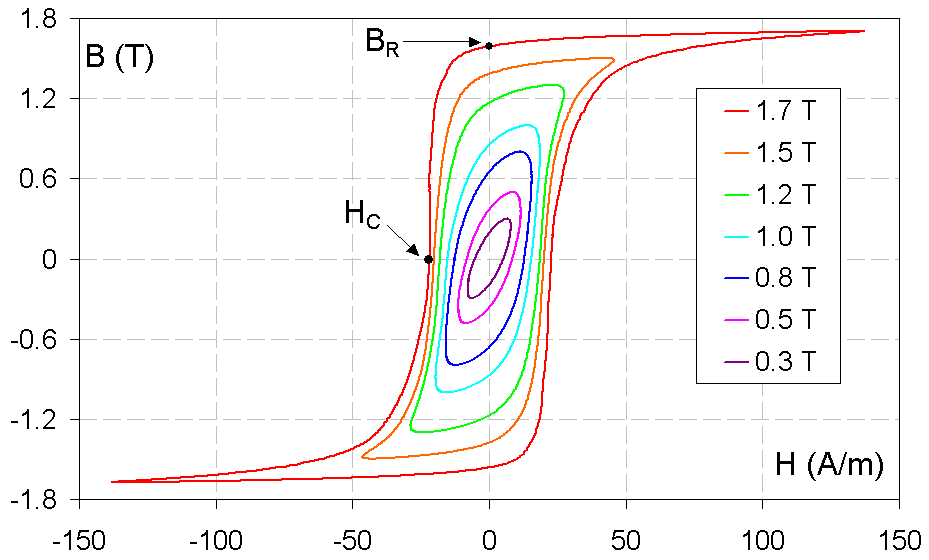
Hiszterézisgörbék családja mag-orientált elektroacélnál (B_{R} jelzi a remanenciát, H_{C} pedig a koercivitást.)

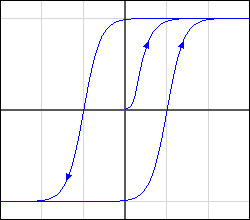
Hiszterézisgörbe: a magnetizáltság (M) a mágneses mezőerősség (H) függvényében

A mágneses és elektromos hiszterézis jellemzően ferromágneses anyagokban lép fel, a dipólusok beállásának késlekedése, illetve akadályoztatása miatt. A visszaállás a külső erőtér nélküli állapotnak megfelelő rendezetlen helyzetbe a térerősség csökkenésekor nem a beállással azonos mértékben történik.

## Folyadék–szilárd fázisátmenet
A hiszterézis itt akkor jelenik meg, ha egy anyag olvadáspontja és fagyáspontja különbözik. Például, az agar 85 °C-on olvad meg, és a hűtés során 32–40 °C között szilárdul meg. Tehát, 40 és 85 °C közötti hőmérsékleten az agar folyékony vagy szilárd is lehet, attól függően, hogy azelőtt milyen állapotban volt.

## Közgazdaság
Gazdasági rendszerekben is vannak hiszterézisre utaló jelek. Például, az export nagysága erős hiszterézis-hatásnak van kitéve: hatalmas erőfeszítéseket igényelhet egy ország exportjának elindítása (átállni exportra termelésre), de ha egyszer az áttérés megtörtént, utána az export nem igényel túlzott figyelmet.
Egy másik példa, hogy az anti-inflációs politika gyakran maradandóan magasabb természetes munkanélküliségi rátához vezet, mert az inflációs várakozások lefelé rugalmatlanok a bér-rugalmatlanság és a munkapiac tökéletlenségei miatt.
A hiszterézis megjelenik a játékelméletben is, a minőség, becsületesség és a korrupció fogalomkörében. Kissé eltérő bemeneti feltételek ellentétes eredményekhez vezethetnek, stabil „jó” vagy „rossz” egyensúlyi helyzetekhez.

## Felhasználói felület
A felhasználói felületek (UI, User Interface) tervezése terminológiájában szintén előfordul a hiszterézis kifejezés, itt arra a megoldásra utalva, amikor a felhasználói felület szándékos késleltetéssel reagál a felhasználó inputjára. Például, egy menü, ami a felhasználó egérkattintására nyílt meg, a képernyőn marad egy ideig azután is, hogy az egér elmozdult a menü területéről – így lehetővé téve a felhasználónak, hogy a menü egy elemére pozicionálja az egeret, még akkor is, ha az egér pályája rövid időre elmozdult a menü területéről.

## Elektronika

Egy Schmitt-trigger éles hiszterézisgörbéje

A hiszterézist fel lehet használni egy jel szűrésére oly módon, hogy a kimenet késleltetve reagál a bemenet változására, a bemenet történetét is figyelembe véve. Például, egy vízmelegítőt szabályozó termosztát bekapcsolja a melegítőt, ha a víz hőmérséklete A fok alá esik, de nem kapcsolja ki, csak hogyha B fok fölé emelkedik. Így tehát a termosztát KI/BE kimenete, amikor a hőmérséklet az A és B értékek között van, a hőmérséklet előtörténetétől függ. Ez megakadályozza, a gyors ki-be kapcsolgatást, ahogy a hőmérséklet a beállított érték körül oszcillál.
A Schmitt-trigger egy egyszerű elektronikus áramkör, ami hasonló tulajdonsággal bír.
Gyakran egészítik ki hiszterézises mechanikával az elektromos kapcsolókat, villanykapcsolókat.

## Külső hivatkozások
- Mechanikai hiszterézis
- Mágneses hiszterézis modellek (Matlab/Octave kódok)